# Tomyris
Tomyris (od wschodnioirańskiego Tahm-Rayiš "Dzielna" lub scytyjskiego *Tᵃumurī̆ bądź *Θᵃumurī̆) - władczyni Masagetów, panująca w VI wieku p.n.e. Walczyła z Cyrusem Wielkim, królem Persji z dynastii Achemenidów. Według Herodota pokonała i zabiła tego władcę w 530 r. p.n.e.

## Historia
Imiona Tomyris i jej syna, Spargapisesa, są pochodzenia irańskiego. Zdecydowana większość informacji na jej temat pochodzi od historyków starożytnej Grecji, dlatego hellenistyczna forma jej imienia (Tomyris, Τόμυρις) jest używana najczęściej.
Historycy greccy - Herodot, Strabon i Poliajnos - są najważniejszymi źródłami informacji na jej temat. Zgodnie z ich przekazami Cyrus Wielki proponował królowej Tomyris małżeństwo. Gdy ta odmówiła, rozpoczął przygotowania do ataku. Doradcy króla doradzili mu zastawienie pułapki: przekroczył rzekę Jaksartes (obecnie Syr-Daria), rozbił obóz, a następnie pozostawił w nim niewielkie siły, a także spore zapasy żywności i wina. Wojska Masagetów pod wodzą Spargapisesa zdobyły obóz i upiły się do nieprzytomności winem, do picia którego nie byli przyzwyczajeni. Wtedy doszło do ataku Persów, którzy zabili wielu Masagetów, a jeszcze większą ich liczbę (łącznie ze Spargapisesem) wzięli do niewoli.
Dowiedziawszy się o ataku (oraz o samobójczej śmierci syna) Tomyris rzuciła Cyrusowi wyzwanie. Doszło do bitwy, która zakończyła się zwycięstwem Masagetów. Według Herodota Tomyris odcięła Cyrusowi głowę, którą następnie zanurzyła w bukłaku napełnionym krwią, wypowiadając te słowa: Zgubiłeś mnie, choć pozostałam wśród żywych i zwyciężyłam Cię w bitwie, tak jak przebiegłością zgubiłeś mojego syna. Więc teraz ja, jak przyrzekłam, napoję Ciebie krwią.

## W kulturze popularnej

### Literatura
W literaturze średniowiecza Tomyris była zaliczana do Dziewięciu Bohaterek.
W sztuce Henryk VI, część 1 Williama Szekspira Hrabina wypowiada te słowa:
Zrobiona zasadzka.
Jeżeli wszystko po mej pójdzie woli,
Tak sławną będę jak przez śmierć Cyrusa
Była Scytyjska królowa Thomyris
Uważa się, że Szekspir opisał Tomyris jako królową Scytów (a nie Massagetów), opierając się na opisie zawartym w Zarysie dziejów powszechnych starożytności na podstawie Pompejusza Trogusa Justynusa.

W artykule Wine, Women, and Revenge in Near Eastern Historiography Johan Weststeijn zwraca uwagę na podobieństwo historii Tomyris do innych opowieści, w których istotną rolę odgrywa postać kobieca szukająca zemsty i wino (o biblijnej Judycie, o Zenobii, królowej Palmyry i Jalili, kuzynce al-Zîr Sâlima, bohatera arabskich opowieści).

### Malarstwo i rzeźba

Tomyris w malarstwie i rzeźbie
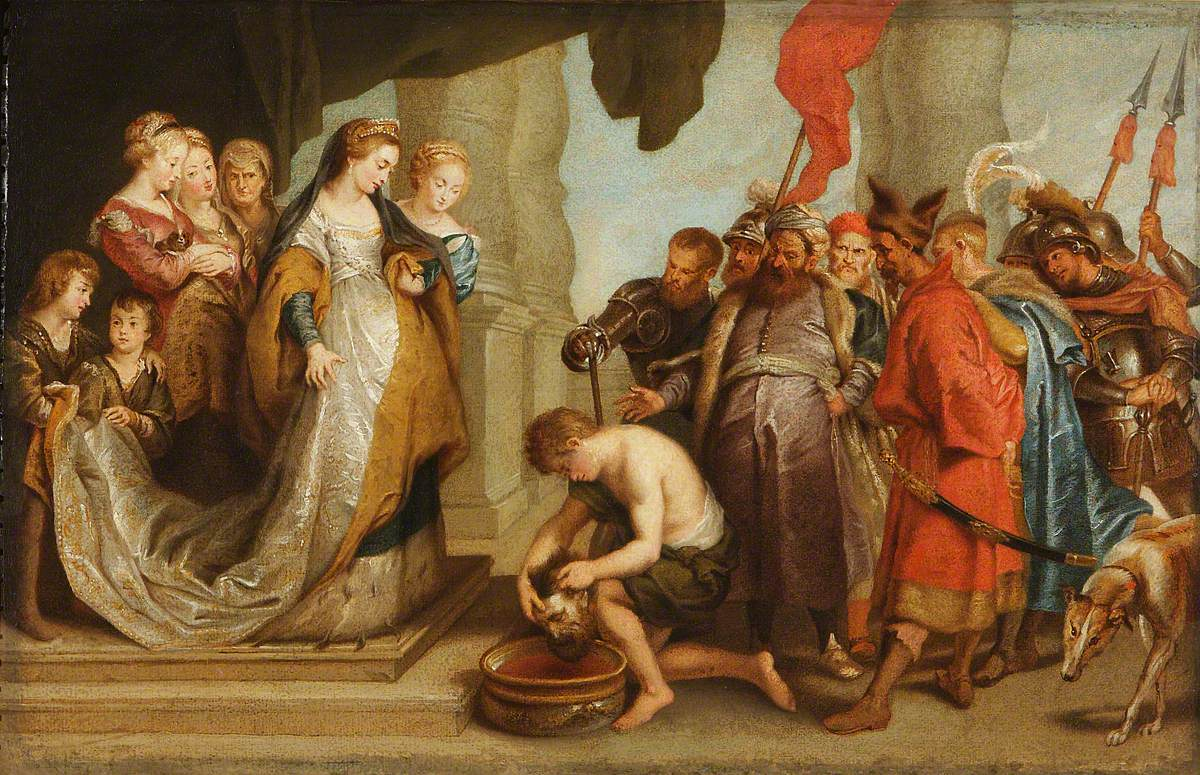
Peter Paul Rubens, Królowa Tomyris i głowa Cyrusa (1630)
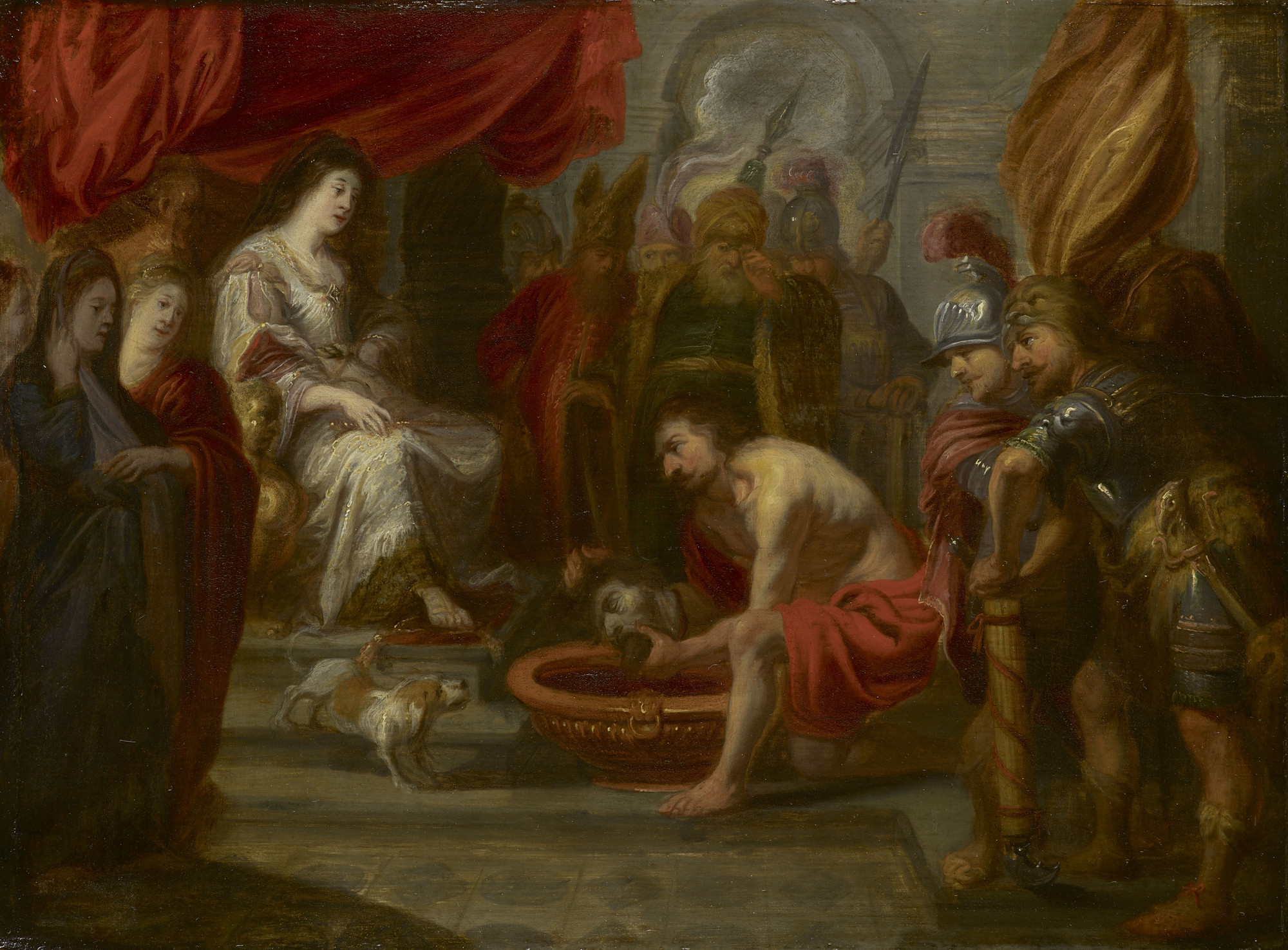
Victor Wolfvoet II, Głowa Cyrusa przyniesiona królowej Tomyris (XVII w.)
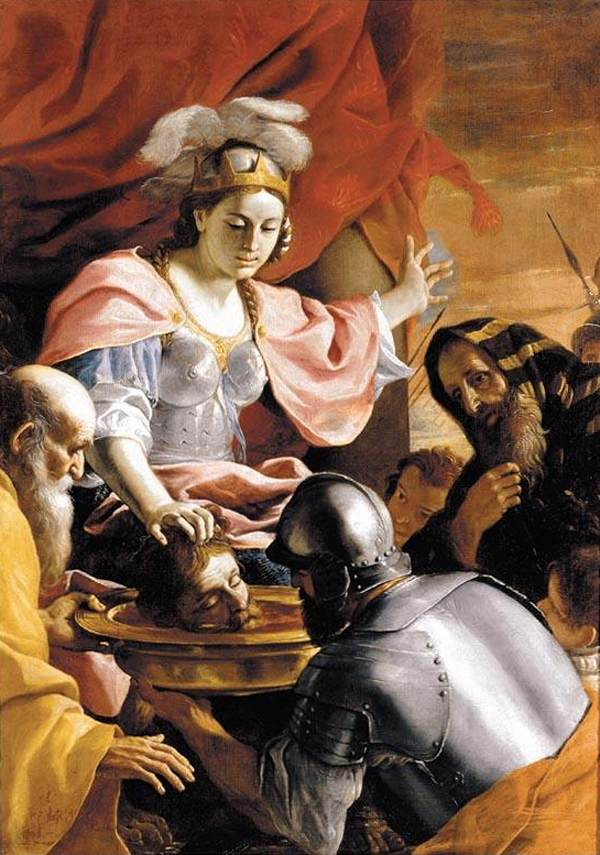
Mattia Preti, Królowa Tomyris odbiera głowę Cyrusa, króla Persji (1670-72)
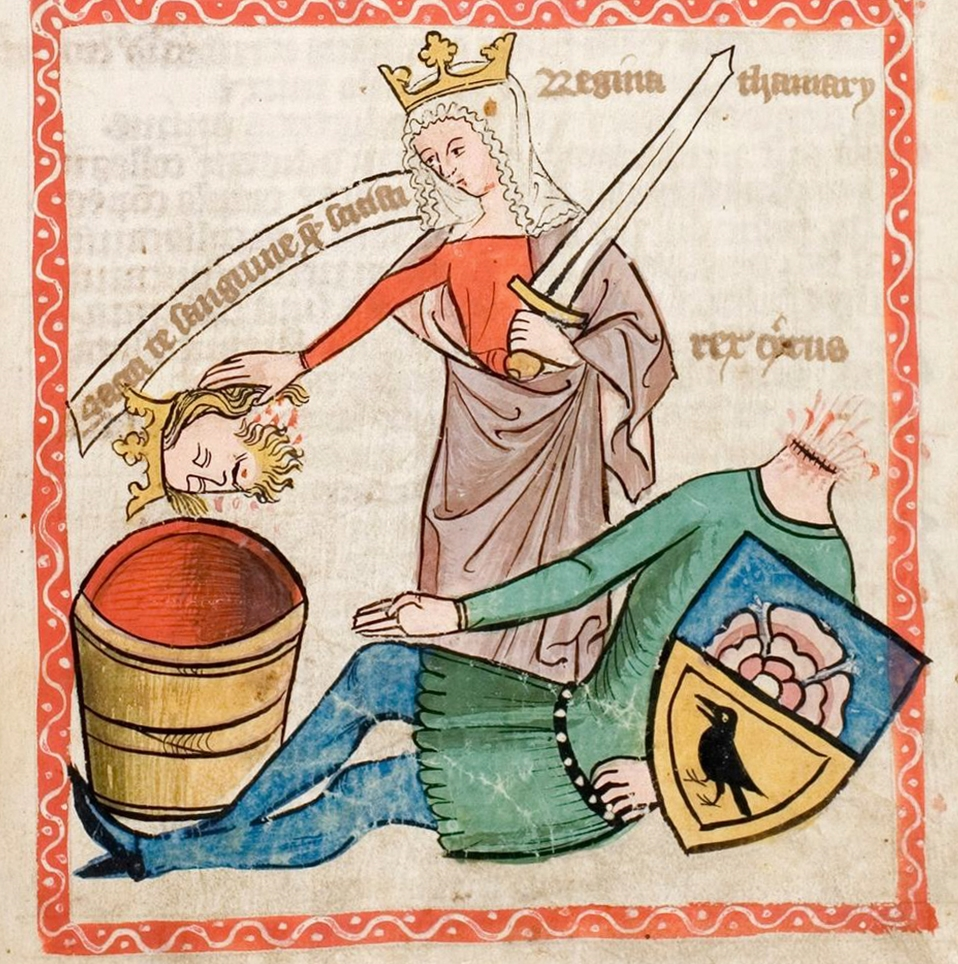
Scena ze Speculum humanae salvationis (XIV w.).
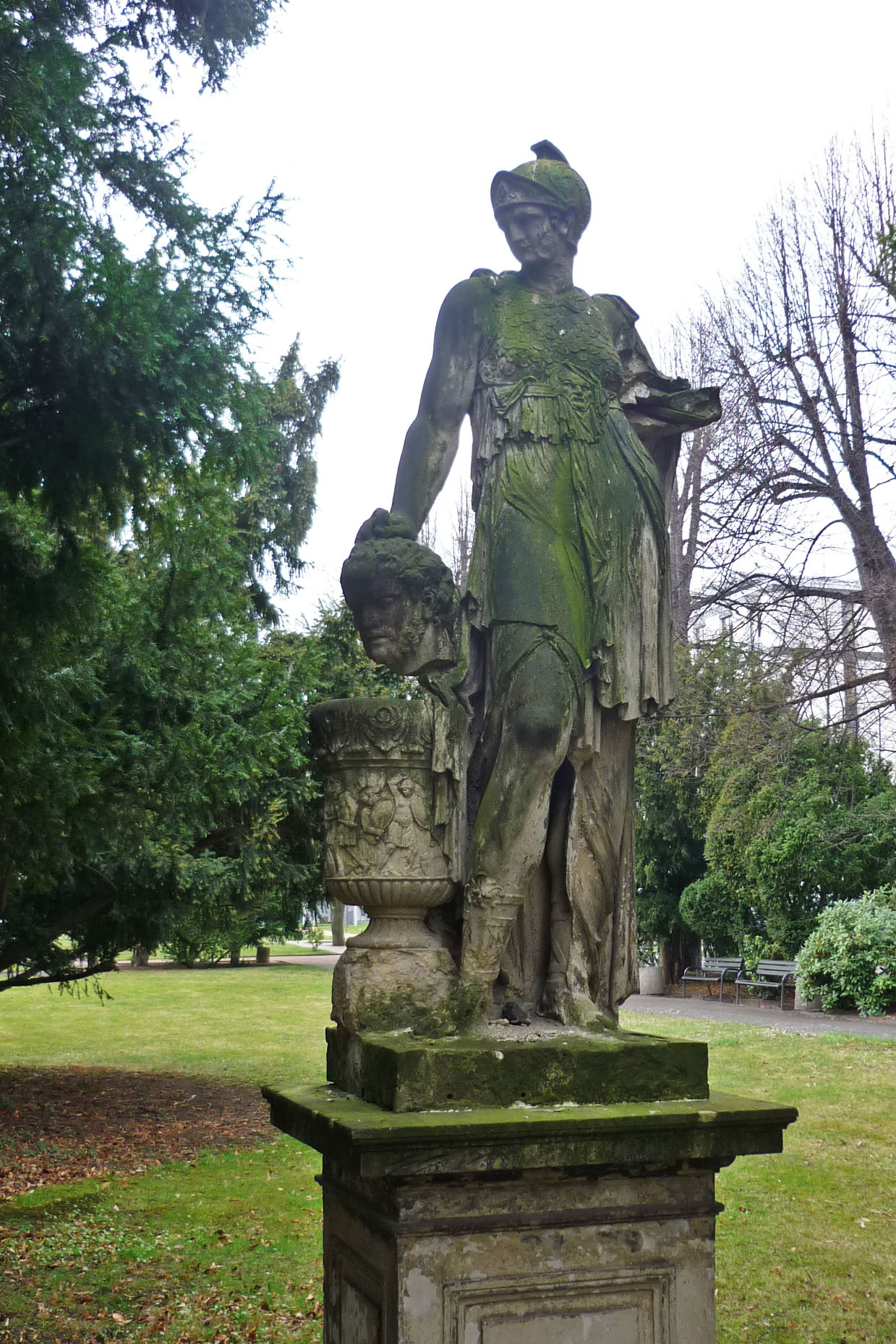
Rzeźba Tomyris z głową Cyrusa autorstwa Thaddäusa Ignatiusa Wiskotschilla, umieszczona na terenie Städtisches Klinikum Dresden w Dreźnie (XVIII w.).

### Opera
W 1707 r. na deskach Theatre Royal przy Drury Lane po raz pierwszy wystawiono operę Thomyris, Queen of Scythia (libretto Peter Anthony Motteux).
W 1717 r. w Hamburgu wystawiono operę Die großmütige Tomyris (muzyka: Reinhard Keiser, libretto: Johann Joachim Hoë).

### Film
W 2019 r. miała miejsce premiera kazachskiego filmu Томирис (Tomyris), opisującego historię Tomyris i Cyrusa Wielkiego. Rolę królowej Massagetów zagrała Almira Tursyn.

### Astronomia
Odkryta 4 marca 1906 r. planetoida nosi nazwę (590) Tomyris.

### Gry komputerowe
Tomyris jest przywódczynią cywilizacji Scytów w grze komputerowej Civilization VI.